# Весняні зміни
«Весняні зміни» (рос. «Весенние перевертыши») — російський радянський художній фільм режисера Григорія Аронова за однойменною повістю Володимира Тендрякова.

## Зміст
Дюшка — підліток, він живе разом зі своїми батьками у селі в лісовій зоні. Коли приходить весна, то хлопчик починає помічати, що світ став зовсім іншим. Природа набула настільки яскравих і водночас ніжних фарб, що і душа почала розквітати добром разом із нею. І навіть оточуючі його люди перестали здаватися звичними, стали нагадувати чудові образи, красиві і загадкові. Ось тільки задирака Санька ніяк не вгамується зі своїми капостями.

## Ролі
- Роман Мадянов — Дюшка Тягунов
- Лариса Мальованна — мати Дюшки
- Микола Пеньков — батько Дюшки
- Лев Дуров — Микита Богатов, батько Міньки
- Микола Гринько — Василь Васильович Васильєв, вчитель математики
- Діма Зарубін — Мінька Богатов
- Віктор Краславський — Левка Гайзер
- Володимир Юр'єв — Санька Єраха
- Ольга Тюркіна — Римка Братенева
- Павло Батов — Колька
- Леонід Лейкін

## Знімальна група
- Режисер: Григорій Аронов
- Сценарист: Володимир Тендряков
- Оператор: Валерій Федосов
- Композитор: Надія Симонян
- Художник: Всеволод Улитко

## Призи
- Премія за найкращий сценарій письменникові Володимиру Тендрякову на VIII Всесоюзному кінофестивалі в Кишиневі (1975)